# 沙河镇 (绥中县)
沙河镇，是中华人民共和国辽宁省葫芦岛市绥中县下辖的一个乡镇级行政单位。

## 行政区划
沙河镇下辖以下地区：
沙河村、马家河村、沙岭杨村、张胡岭村、冯万村、三台子村、前周村、项家村、金沟村、恒河子村、叶家村、板桥村、营盘山村、叶大屯村、狗河城村和马蹄沟村。